# Ô Duy thiền vu
Ô Duy thiền vu (giản thể: 乌维单于; phồn thể: 烏維單于; bính âm: Wūwéi Chányú, trị vì 114–105 TCN), là một thiền vu của Hung Nô, kế vị Y Trĩ Tà thiền vu. Ô Duy thiền vu trị vì song song với Hán Vũ Đế (trị vì 141–87 TCN). Thời gian ông trị vì tương đối bình an, các hoạt động nogaij giao tập trung vào việc phụ hồi hiệp ước hòa thân với hoàng đế nhà Hán với Hung Nô, vốn đang suy yếu, cô lập. Tuy nhiên đã không bên nào đạt được mục đích của mình, tuy nhiên nhà Hán tiếp tục làm suy yếu Hung Nô bằng cách tách nhánh Ô Tôn ra khỏi đế quốc. Ô Duy thiền vu là con trai của Y Trĩ Tà thiền vu, sử sách Trung Hoa không cho biết tước hiệu của ông trước khi đăng quang.